# Дегрель, Леон
Леон Дегрель (фр. и нем. Léon Degrelle; 15 июня 1906, Буйон, провинция Люксембург, Королевство Бельгия — 31 марта 1994, Малага, провинция Андалусия, Королевство Испания) — бельгийский военный и политический деятель, пронемецкий коллаборационист. Бригадефюрер СС (генерал-майор; 1945).
Командир 28-й добровольческой дивизии СС «Валлония». Кавалер Рыцарского креста Железного креста с дубовыми листьями (1944). Один из основателей и лидер Рексистской партии Бельгии.

## Биография

### Молодость
Родился 15 июня 1906 года в городе Буйон в валлонской семье. Его отец был предпринимателем и депутатом бельгийского парламента.
Получил начальное и среднее образование в иезуитском колледже, высшее на юридическом факультете Лувенского университета. Там Леон Дегрель посещал также лекции по политэкономии, искусству, археологии, философии. Совершил путешествие в Латинскую и Северную Америку; впоследствии побывал в Северной Африке и на Ближнем Востоке.
Уже в молодости у Дегреля складываются его крайне правые политические взгляды. Он увлёкся идеями французского поэта и публициста Шарля Морраса, выступавшего за монархию, социальный порядок и христианские ценности. В 1930 году Дегрель начинает издавать консервативно-католический журнал «Christus Rex» (лат. «Король Христос»). В 1933—1934 годах он в качестве военного корреспондента непосредственно наблюдает за гражданской войной в Мексике. Поражение сторонников католической церкви от сил антиклерикального революционного правительства Мексики укрепило Дегреля в его политических воззрениях.

### Деятельность в Партии рексистов
Вернувшись в Бельгию, Дегрель основал со своими единомышленниками фашистскую партию «Народный фронт». Однако это название не прижилось — современники называли движение Дегреля Партией рексистов, так же его принято называть и в современной литературе.
Партия рексистов выступала за создание корпоративного государства на основе католицизма. Помимо этого, Дегрель, будучи антикоммунистом, выступал за ряд социальных преобразований — контроль государства за финансовой сферой экономики, ликвидацию безработицы, сокращение масштабов социального неравенства. Рексисты, по крайней мере на словах, не призывали к установлению в Бельгии открытой диктатуры (хотя Дегрель неоднократно критиковал институт парламентаризма, расценивая его как пустое политиканство).
Первоначально Партия рексистов пользовалась определённой поддержкой, особенно со стороны аграрных районов Валлонии (в другом регионе Бельгии, Фламандии, была своя ультраправая партия — Фламандский национальный союз). На парламентских выборах 24 мая 1936 года партия Дегреля набрала 11,5 % голосов избирателей, заняв четвёртое место после либералов, социал-демократов и католиков. Однако вскоре Дегрель попал под сильное идеологическое влияние гитлеровской Германии; его партия по своей программе из фашистской превратилась в национал-социалистическую. В частности, в программу были добавлены антисемитские и германофильские установки. Но они не нашли одобрения среди широких слоёв бельгийцев. Против рексистов объединились остальные крупные политические партии страны (от коммунистов до консерваторов), их деятельность осудило и руководство Католической церкви Бельгии. Популярность партии стала падать. В итоге, на парламентских выборах 1939 года рексисты набрали менее 4,5 % голосов.
С началом Второй мировой войны Дегрель вначале поддержал решение короля Леопольда III об объявлении нейтралитета государства, но затем открыто одобрил агрессивную внешнюю политику нацистской Германии и заявил о необходимости вхождения Бельгии в состав нацистской Германии. Поэтому с началом военных действий Германии против Бельгии Дегрель и ряд его соратников были арестованы бельгийской полицией и этапированы во Францию. Однако в июне 1940 года Франция была разбита и оккупирована немецкими войсками, и Дегрель вышел на свободу.

### Служба в Вермахте
Выйдя на свободу, Дегрель вернулся к активной политической деятельности. Он стал одним из ведущих идеологов не только бельгийского, но и европейского коллаборационизма, обосновывая сотрудничество с немцами необходимостью создания нового, национал-социалистического порядка в Европе, а также борьбой с СССР и коммунистической идеологией.
С началом Великой Отечественной войны Дегрель стал одним из инициаторов создания в составе вермахта добровольческого батальона «Валлония» (первоначально в него вступили 860 человек). Более того, Дегрель решил сам сражаться в их рядах, причём рядовым, а не офицером (хотя немецкое командование предлагало ему звание лейтенанта после прохождения небольшой подготовки). Валлонский батальон был придан группе армий «Юг», зимой 1941—1942 годов принял участие в борьбе с партизанами, а 28 февраля 1942 года впервые вступил в бой против РККА. Дегрель достаточно быстро был произведён в обер-фельдфебели и получил свою первую боевую награду (Железный крест 2-го класса). После переформирования в тылу ввиду больших потерь в августе — ноябре 1942 года Валлонский батальон принял участие в битве за Кавказ в районе Туапсе, после чего его пришлось вторично выводить в тыл из-за потерь.
За эти бои Дегрель был награждён ещё несколькими немецкими медалями и произведён в лейтенанты. Дегрель приобрёл достаточно большой авторитет среди военного и политического руководства Третьего рейха. Так, Гитлер назвал его «единственным приемлемым для нас бельгийцем, которого нужно поддерживать».
В 1944 году Дегрель также отказался от своей ранней идеи вхождения Бельгии в состав Германии, выступая за создание «Великой Бургундии» из Валлонии и северных французских областей.

### Служба в СС
1 июня 1943 года Валлонский добровольческий батальон был передан из вермахта в войска СС, развёрнут в бригаду, которая стала официально называться штурмовой бригадой СС «Валлония». Дегрель был произведён в звание оберштурмфюрера (старшего лейтенанта) и фактически стал заместителем командующего бригадой Люсьена Липпера.
В ноябре 1943 бригада «Валлония» была переброшена под Днепропетровск в подчинение к дивизии СС «Викинг». На этом участке фронта шли ожесточённые бои. Дегрель проявил в них незаурядное мужество и вскоре был награждён бронзовым Знаком за ближний бой и получил звание гауптштурмфюрера (капитана).
В январе — феврале 1944 года бригада «Валлония» вместе с рядом других частей вермахта и СС попала в Черкасский котёл в ходе наступательной Корсунь-Шевченковской операции советских войск. В ходе жестоких боёв в окружении погибли многие бойцы бригады, в том числе и её командующий Липпер. Его обязанности естественным образом 14 февраля взял на себя Дегрель.
Именно Дегрель руководил «Валлонией» при успешном прорыве немецкими войсками окружения. Валлонам была доверена ключевая роль при этой операции, фактически они прикрывали остальную группировку войск. В итоге, после выхода из котла, в рядах бригады осталось лишь 632 военнослужащих. Дегрель был тяжело ранен, но продолжал руководить своей частью.
Гитлер был в восторге от действий Дегреля, объявив его главным творцом успешного выхода из Черкасского котла. Лично награждая валлона Рыцарским крестом Железного креста 20 февраля 1944 года, глава Третьего рейха сказал:
У меня нет сына. Но если бы он у меня был, я бы хотел, чтобы он был таким же, как вы.
20 апреля Дегрель получил чин штурмбанфюрера (майора). В августе — сентябре он руководил своей бригадой, сражаясь в Прибалтике, за что был награждён ещё несколькими орденами и медалями. В конце 1944 года Дегрель был провозглашён главой коллаборационистского правительства Бельгии «Фламандско-валлонского комитета». Его создание было, скорее, пропагандистским актом, так как к тому времени вся территория Бельгии была освобождена британо-американскими войсками.
С января 1945 «Валлония», формально получившая статус полноценной дивизии СС, вела тяжёлые бои в Померании. В конце марта Дегрель, ставший к тому времени штандартенфюрером (полковником) СС, вновь был вынужден руководить выходом из окружения. В конце апреля остатки «Валлонии» были переброшены на Западный фронт, где они сдались англо-американским властям. Дегрель, произведённый 2 мая Гиммлером в бригадефюреры (генерал-майоры; формально это назначение было недействительным, так как Гиммлер к тому времени был отстранён от всех постов и исключён из партии лично Гитлером), бежал в Норвегию, откуда 8 мая вылетел на самолёте He-111 H-22 (TQ+MU), в сопровождении гауптштурмфюрера Роберта дю Вельтца и 4 членов экипажа в испанский Сан-Себастьян. При посадке он попал в авиакатастрофу близ пляжа Ла-Конча, но сумел выжить, отделавшись переломом ноги. По поддельным документам лидеру бельгийского рексизма удалось перевезти в Испанию всю свою семью (жену, сына и четырёх дочерей).

### Жизнь после войны
Бельгийские власти при поддержке союзников по антигитлеровской коалиции стали активно добиваться от Испании выдачи Дегреля, заочно приговорённого бельгийским судом к смертной казни за государственную измену в декабре 1945 года. Впоследствии Дегрель безрезультатно 12 раз обращался к бельгийским судебным властям с предложением проведения повторного процесса по его делу с участием коллегии присяжных.
Но правивший в Испании правый авторитарный режим Франсиско Франко отказался депортировать Дегреля, мотивируя это заботой о плохом состоянии здоровья бывшего командира дивизии СС, недавно пережившего авиакатастрофу. Когда здоровье Дегреля пошло на поправку, испанцы организовали ему побег в Аргентину.
Между тем, семья Дегреля в послевоенной Бельгии подверглась тотальному преследованию: его родители умерли в плену в 1947 году, его жена была осуждена на шесть лет, а их шестерых детей, с изменёнными именами, разослали по опекунам по всей Европе (позже Дегрелю удалось разыскать их всех и воссоединиться с ними).
В 1954 году Дегрель вернулся в Испанию и получил её гражданство под именем Леона Хосе де Рамиреса-Рейны. При помощи франкистских властей Испании он открыл строительную фирму и стал преуспевающим бизнесменом, не испытывая никаких лишений вплоть до конца своей жизни.
Дегрель вместе с тем продолжал вести политическую и публицистическую деятельность, по-прежнему выступая с ультраправых политических позиций. Он всячески оправдывал политику Гитлера и превозносил его как личность, критиковал установившуюся в Европе социально-политическую систему и отрицал Холокост, за что был в итоге оштрафован на крупную сумму по решению испанского суда. В 1973 году, давая интервью бельгийским журналистам и отвечая на вопрос, сожалеет ли он о чём-нибудь в своей жизни, Дегрель ответил:
Я сожалею, что мне не удалось достичь намеченного, но будь у меня шанс, я бы всё повторил сначала.
В 1979 году Дегрель опубликовал открытое письмо Папе Римскому в связи с его визитом в лагерь Освенцим, в котором использовал два приема отрицания Холокоста:
- некорректные математические расчеты чтобы доказать невозможность массового уничтожения;
- преуменьшение нацистских зверств со ссылками на «террористические бомбардировки» Германии союзниками, преступления против человечности в истории Соединённых Штатов и сталинские репрессии.

Помимо публицистических статей, Дегрель написал и мемуары «Кампания в России».
Дегрель скончался от инфаркта 31 марта 1994 года в испанском городе Малага.

## Звания
15.02.1942 — ефрейтор

25.02.1942 — обер-фельдфебель

01.05.1942 — лейтенант

01.06.1943 — оберштурмфюрер СС

01.01.1944 — гауптштурмфюрер СС

20.04.1944 — штурмбаннфюрер СС

01.01.1945 — оберштурмбаннфюрер СС

20.04.1945 — штандартенфюрер СС

02.05.1945 — бригадефюрер СС и генерал-майор войск СС

## Должности
С ноября 1943 года — офицер штаба 5-й мотопехотной бригады СС

С февраля 1944 года — командир бригады СС «Валлония».

С 14 февраля по 8 мая 1945 года — командир 28 дивизии СС «Валлония».

## Награды
- Железный крест 2-го класса (3.03.1942)
- Железный крест 1-го класса (25.05.1942)
- Медаль «За зимнюю кампанию на Востоке 1941-1942» (15.08.1942)
- Нагрудный штурмовой пехотный знак в серебре (25.08.1942)
- Нагрудный знак «За ближний бой» в золоте
- Рыцарский крест Железного креста (20.02.1944, за прорыв из «Черкасского котла»)
- Знак за ранение в серебре (20.02.1944)
- Знак за ранение в золоте (19.03.1944)
- Рыцарский крест Железного креста с дубовыми листьями (27.08.1944)
- Немецкий крест в золоте (09.10.1944)